# Rigolet
Pour les articles homonymes, voir Rigolet (homonymie).
Rigolet (en inuktitut : Kikiaq) est une communauté côtière inuite de 305 habitants en 2016. La ville a été incorporée en 1977.
Rigolet est situé à l'est du Labrador, dans la partie continentale de la province de Terre-Neuve-et-Labrador au Canada.
C'est un village de pêcheurs situé à proximité de l'océan Atlantique.
Bien qu'il n'y ait pas d'accès routier, la communauté est accessible par un sentier de motoneige, l'aéroport de Rigolet, ou de façon saisonnière via un traversier côtier (MV Kamutik W) à partir de Happy Valley-Goose Bay.

## Histoire

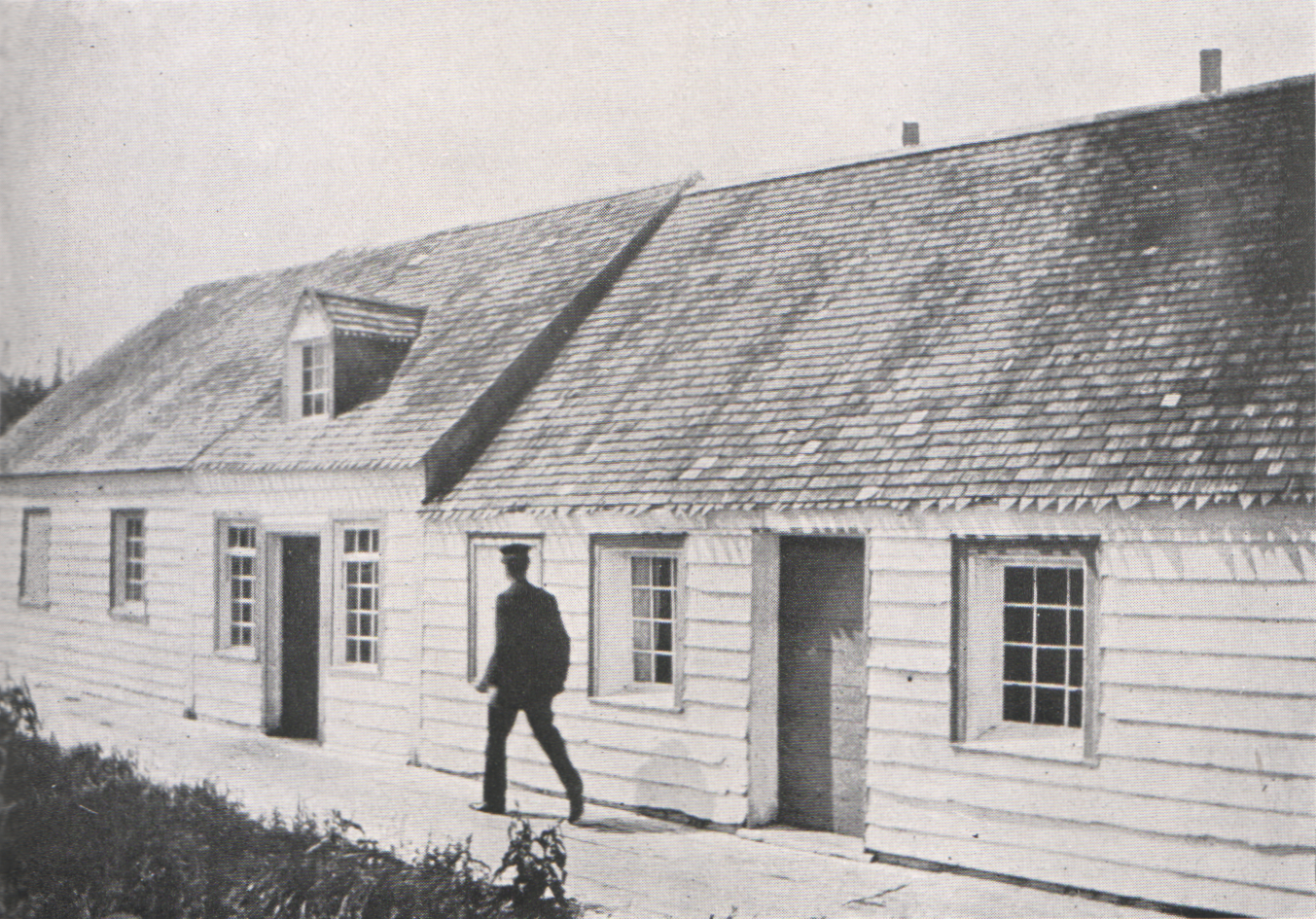
Marchand de fourrures à Rigolet, 1911

La localité fut fondée au XVIIIe siècle par le commerçant franco-canadien Louis Fornel qui débarqua près du site actuel et revendiqua la terre pour la France en 1743.
Les Anglais prirent le contrôle de la côte du Labrador en 1763 à l'issue de la guerre de Sept Ans. Cela amena un flot de pêcheurs et de baleiniers européens à s'installer sur la côte du Labrador.
La Compagnie de la Baie d'Hudson a établi son premier poste de traite à Rigolet en 1836. Elle est restée active dans la localité jusqu'en 1987, date à laquelle elle vendit ses 185 anciens postes de traite à un groupe d'investisseurs qui fit renaitre le nom de la Compagnie du Nord-Ouest en rebaptisant les postes de traite Northern Store.
L'église anglicane Saint Timothée a été construite en 1985.
Rigolet abrite la plus longue promenade en bois d'Amérique du Nord. La promenade de Rigolet s'étend sur 8 km, de Rigolet à Double Mer Point. La première phase de la promenade a été achevée en 1997 et la dernière extension de la promenade a été achevée en 2015.

## Géographie
Situé sur la crique Hamilton, à l'entrée du lac Melville en eau douce, Rigolet est baigné par l'eau salée et est accessible à la navigation pendant l'hiver. Bien qu'il n'y ait pas d'accès routier, la communauté est accessible par un sentier de motoneige, l'aéroport de Rigolet ou, de façon saisonnière, par un traversier côtier depuis Happy Valley-Goose Bay.
Bien qu'il y ait encore des conifères autour du village, à quelques kilomètres au nord-est de la crique Hamilton, le terrain change radicalement pour devenir une toundra subarctique avec une faune variée adaptée au climat. Les petits rorquals et les baleines à bosse sont couramment observés dans les eaux avoisinantes. Rigolet fait partie de la zone des revendications territoriales des Inuits du Labrador et est supervisée par le gouvernement du Nunatsiavut. Environ 5 % de la population de Rigolet n'est pas inuite. La ville est la communauté inuite officiellement reconnue la plus méridionale.
Rigolet apparaît comme la ville de Rigo dans le roman de John Wyndham Les Transformés.